# Doug Savant
Douglas Peter Savant (Burbank, Californië, 21 juni 1964) is een Amerikaans acteur, vooral bekend door zijn rollen als Matt Fielding in Melrose Place en als Tom Scavo in Desperate Housewives. Voorts had hij ook een rol in de kaskraker Godzilla.
Savant speelde in Melrose Place de homoseksuele Matt, wiens kus op televisie voor heel wat controverse zorgde op de Amerikaanse televisie. Veel geloofsgroepen vonden dit niet kunnen, en protesteerden fel. De kus werd toen onder druk uit de serie geknipt.
Na Melrose Place kwam zijn carrière op een laag pitje te staan, met hier en daar een bijrol (onder andere in Profiler, Harsh Realm, Firefly, JAG, Nip/Tuck, NYPD Blue en 24) en een opmerkelijke rol in Godzilla. Vanaf 2004 werd hij (eerst gast-, toen hoofdacteur) bekend door de rol van Tom Scavo in Desperate Housewives.
Hij is getrouwd met Melrose Place- collega Laura Leighton (Sydney) en heeft vier kinderen: twee bij Laura en twee bij zijn ex-vrouw.